# Sainte-Gemme-en-Sancerrois
Sainte-Gemme-en-Sancerrois är en kommun i departementet Cher i regionen Centre-Val de Loire i de centrala delarna av Frankrike. Kommunen ligger  i kantonen Léré som tillhör arrondissementet Bourges. År 2022 hade Sainte-Gemme-en-Sancerrois 403 invånare.

## Befolkningsutveckling
Antalet invånare i kommunen Sainte-Gemme-en-Sancerrois
Referens:INSEE